# Maru Teferi
Maru Abinet Teferi (Dangila, 17 agosto 1992) è un maratoneta e mezzofondista israeliano di origine etiope, vincitore della medaglia d'argento nella maratona agli europei di Monaco di Baviera 2022 e ai mondiali di Budapest 2023.

## Palmarès
| Anno | Manifestazione             | Sede                | Evento         | Risultato | Prestazione | Note                                     |
| ---- | -------------------------- | ------------------- | -------------- | --------- | ----------- | ---------------------------------------- |
| 2013 | Europei U23                | Tampere             | 10000 m piani  | 17º       | 30'50"54    |                                          |
| 2016 | Europei                    | Amsterdam           | Mezza maratona | 56º       | 1h07'40"    |                                          |
| 2016 | Giochi olimpici            | Rio de Janeiro      | Maratona       | 73º       | 2h21'06"    |                                          |
| 2018 | Mondiali di mezza maratona | Valencia            | Mezza maratona | 33º       | 1h02'24"    |                                          |
| 2018 | Mondiali di mezza maratona | Valencia            | A squadre      | 10º       | 3h08'47"    |                                          |
| 2018 | Europei                    | Berlino             | Maratona       | 7º        | 2h13'00"    |                                          |
| 2021 | Giochi olimpici            | Tokyo               | Maratona       | 13º       | 2h13'02"    |                                          |
| 2022 | Mondiali                   | Eugene              | Maratona       | 11º       | 2h07'59     |                                          |
| 2022 | Europei                    | Monaco              | Maratona       | Argento   | 2h10'23"    |                                          |
| 2022 | Europei                    | Monaco              | A squadre      | Oro       | 6h31'48"    |                                          |
| 2023 | Mondiali                   | Budapest            | Maratona       | Argento   | 2h09'12"    | Miglior prestazione personale stagionale |
| 2024 | Europei                    | Roma                | Mezza maratona | 4º        | 1h01'10"    | Miglior prestazione personale stagionale |
| 2024 | Europei                    | Roma                | A squadre      | Argento   | 3h04'39"    |                                          |
| 2024 | Giochi olimpici            | Parigi              | Maratona       | 26º       | 2h10'42"    | Miglior prestazione personale stagionale |
| 2025 | Europei su strada          | Bruxelles e Lovanio | Maratona       | Bronzo    | 2h09'17"    |                                          |
| 2025 | Europei su strada          | Bruxelles e Lovanio | A squadre      | Oro       | 6h27'52"    |                                          |

## Campionati nazionali
2014
- 4º ai campionati israeliani, 5000 m piani - 14'11"39

2018
- Argento ai campionati israeliani di maratona - 2h18'35"
- Oro ai campionati israeliani di 10 km su strada - 29'02"

2019
- Oro ai campionati israeliani di mezza maratona - 1h03'19"

2020
- Argento ai campionati israeliani di mezza maratona - 1h02'58"

2021
- 6º ai campionati israeliani, 10000 m piani - 28'48"93

## Altre competizioni internazionali
2015
- 47º alla Maratona di Berlino ( Berlino) - 2h19'23"

2016
- 23º alla Maratona di Rotterdam ( Rotterdam) - 2h18'19"

2017
- 18º alla Maratona di Parigi ( Parigi) - 2h17'55"
- 6º alla Mezza maratona di Barcellona ( Barcellona) - 1h05'25"

2019
- 5º alla Maratona di Francoforte ( Francoforte sul Meno) - 2h08'09"
- 8º alla Maratona di Siviglia ( Siviglia) - 2h10'11"

2020
- 8º alla Maratona di Siviglia ( Siviglia) - 2h07'20"

2022
- 7º alla Maratona di Siviglia ( Siviglia) - 2h06'52"

2023
- 6º alla Maratona di New York ( New York) - 2h10'28"
- 18º alla World 10K Bangalore ( Bangalore) - 29'31"

2024
- Bronzo alla Maratona di Amsterdam ( Amsterdam) - 2h05'40"
- 7º alla Maratona di Valencia ( Valencia) - 2h04'44"